# Dirphia torva
Dirphia torva är en fjärilsart som beskrevs av Gustav Weymer 1907. Dirphia torva ingår i släktet Dirphia och familjen påfågelsspinnare. Inga underarter finns listade i Catalogue of Life.